# Alubijid
Alubijid is een gemeente in de Filipijnse provincie Misamis Oriental op het eiland Mindanao. Bij de laatste census in 2007 had de gemeente ruim 25 duizend inwoners.

## Geografie

### Bestuurlijke indeling
Alubijid is onderverdeeld in de volgende 16 barangays:
| - Baybay - Benigwayan - Calatcat - Lagtang - Lanao - Loguilo - Lourdes - Lumbo | - Molocboloc - Poblacion - Sampatulog - Sungay - Talaba - Taparak - Tugasnon - Tula |

## Demografie
Alubijid had bij de census van 2007 een inwoneraantal van 25.060 mensen. Dit zijn 1.663 mensen (7,1%) meer dan bij de vorige census van 2000. De gemiddelde jaarlijkse groei komt daarmee uit op 0,95%, hetgeen lager is dan het landelijk jaarlijks gemiddelde over deze periode (2,04%). Vergeleken met de census van 1995 is het aantal mensen met 3.295 (15,1%) toegenomen.

De bevolkingsdichtheid van Alubijid was ten tijde van de laatste census, met 25.060 inwoners op 103,45 km², 242,2 mensen per km².